# Sferometr

Sferometr użyty do pomiaru promienia krzywizny soczewki wypukłej. Zaznaczone ważne wielkości.

Sferometr – przyrząd pomiarowy służący pomiarom promieni krzywizn elementów sferycznych, jak na przykład soczewki. W odróżnieniu od wzorców łuków kołowych pomiarów dokonujemy nie wprost.

## Budowa
Sferometr składa się z podstawy w postaci metalowego pierścienia oraz zegarowego czujnika mikrometrycznego bądź śruby mikrometrycznej. Do regulacji (zerowania) sferometru służy śruba umożliwiająca swobodny przesuw czujnika oraz obrotowa podziałka, wyskalowana najczęściej w setnych bądź dziesiątych częściach milimetra.

## Przebieg pomiarów
Pomiaru promienia krzywizny dokonuje poprzez pomiar strzałki czaszy oraz promień (wewnętrzny lub zewnętrzny) podstawy sferometru, a następnie wyliczenie szukanego promienia.
Aby dokonać pomiaru promienia krzywizny soczewki należy:
- Wyzerować przyrząd:
  - ustawić sferometr na gładkiej, płaskiej powierzchni (płytka płasko-równoległa);
  - poluźnić śrubę regulacyjną, w wyniku czego wskazówka ustawi się w położeniu „zero”;
  - dokręcić śrubę regulacyjną;
  - obracając tarczą z podziałką ustawić zero.
- Ustawić sferometr na badanej soczewce i odczytać wartość strzałki – {\displaystyle h.}
- Zmierzyć suwmiarką średnicę zewnętrzną (przy pomiarze soczewki wklęsłej) bądź wewnętrzną (przy pomiarze soczewki wypukłej) podstawy sferometru – {\displaystyle 2R.}
- Czynności te powtórzyć kilka razy, notując wyniki.
- Obliczyć wartości średnie zmierzonych wielkości oraz ich błędy jako sumę odchylenia standardowego (poprawniej: jego estymatora nieobciążonego) oraz dokładności przyrządu pomiarowego.
- Obliczyć wartość promienia sfery – {\displaystyle r,} korzystając ze wzoru:

{\displaystyle r={\frac {R^{2}+h^{2}}{2h}}.}
- Obliczyć błąd bezwzględny pomiaru promienia krzywizny, np. korzystając z różniczki zupełnej.